# Sljuda
Sljuda je skupina naravnih dvoosnih filosilikatnih mineralov, katerih kemijska sestava vsebuje silikate kalija, magnezija ali aluminija. Med njihovimi fizikalnimi lastnostmi je sijaj, ki sega od neizrazitega mata do izrazitega leska, zaradi česar so jih v starih civilizacijah uporabljali pri izdelavi pigmentov za stenske poslikave, prevleke lončenih izdelkov ter obarvanje svečanih oblačil in za ličila. 
V sodobnem času jih kozmetična industrija še vedno uporablja kot naravno sestavino za izdelavo šmink in pudrov ter kot sestavino za izdelavo lesketajočih se lakov in krem za zaščito pred soncem. Sljudi naj bi prav ta lastnost dala tudi ime v angleščini, mica, ki izvira iz latinske besede micare, kar pomeni 'svetlikati se'. Nekatere sljude so prosojne (npr. rusko steklo). 
Uporabljajo se tudi za izdelavo ognjevarnih plaščev napajalnih kablov in kondenzatorjev zaradi električnih izolacijskih lastnosti. Mehanska trdnost, kemična obstojnost in majhna higroskopičnost jih delajo uporabne v proizvodnji barvil, kjer - na primer - barvam na vodni osnovi zmanjšujejo možnost razpok, večajo adhezivnost in mazavost. So del maziva v vrtalnih napravah.